# Regensburg
Regensburg (phát âm tiếng Đức: [ˈʁeːɡn̩sbʊɐ̯k]; tiếng Bayern: Rengschburg hoặc Rengschburch; US: /ˈreɪɡənzbɜːrɡ, ˈreɪɡənsbʊərk/,; older tiếng Anh: Ratisbon) là một thành phố ở đông nam nước Đức, tại ngã ba sông Danube, Naab và Regen, thuộc bang Bayern. Với hơn 150.000 cư dân, Regensburg là thành phố lớn thứ tư của bang chỉ sau Munich, Nuremberg và Augsburg. Thành phố này là trung tâm chính trị, kinh tế và văn hóa và là thủ phủ của Thượng Pfalz.
Trung tâm thời Trung Cổ của thành phố đã được UNESCO công nhận là một Di sản thế giới từ năm 2006. Năm 2014, Regensburg là một trong những điểm tham quan và du lịch hấp dẫn hàng đầu ở Đức.

## Lịch sử

### Ban đầu
Các khu định cư đầu tiên ở Regensburg có từ thời đại đồ đá. Cái tên Radasbona trong ngữ tộc Celt là tên lâu đời nhất của một khu định cư gần thành phố hiện nay. Khoảng năm 90 sau Công nguyên, người La Mã đã xây dựng một pháo đài ở đó. Năm 179, một pháo đài La Mã mới được gọi là Castra Regina ("pháo đài bên dòng sông Regen") được xây dựng cho quân đoàn Legio III Italica dưới triều đại của hoàng đế Marcus Aurelius. Đó là một doanh trại quân đội quan trọng ở điểm cực bắc của sông Danube; tương ứng với những gì ngày nay là vùng lõi của phố cổ Regensburg hoặc Altstadt ở phía đông của Obere và Untere Bachgasse và phía tây của Schwanenplatz. Người ta tin rằng ngay từ cuối thời La Mã, thành phố này là trụ sở của một giáo phận và Thánh Boniface đã tái lập Giáo phận Regensburg vào năm 739.
Từ đầu thế kỷ thứ 6, Regensburg là nơi ở của một gia tộc cầm quyền Agilolfinger. Từ khoảng năm 530 đến nửa đầu thế kỷ 13, đây là thủ đô của Bayern. Regensburg vẫn là một thành phố quan trọng trong triều đại của Charlemagne. Sau sự phân chia của Đế chế Carolingian năm 843, thành phố trở thành trụ sở của người cai trị ở Đông Frank, Ludwig Người Đức. Hai năm sau, mười bốn hoàng tử Bohemia đã đến Regensburg để rửa tội ở đó. Đây là điểm khởi đầu của Kitô giáo hóa người Séc và Prague trở thành giáo phận con của Regensburg. Những sự kiện này có tác động lớn rộng đến lịch sử văn hóa của vùng đất Séc như là một phần của Công giáo La Mã chứ không phải là Chính thống giáo Đông phương. Một tấm bia tưởng niệm tại Nhà thờ Thánh Gioan, được cho là nơi rửa tội đã được tiết lộ vài năm trước, kỷ niệm sự việc đó bằng tiếng Séc và Đức.
Năm 800, thành phố có 23.000 dân và đến năm 1000, con số này đã tăng lên 40.000 người. Vào ngày 8 tháng 12 năm 899, hậu duệ của Charlemagne là Arnulf của Kärnten đã qua đời tại Regensburg. Vào năm 1096, trên đường đi của Cuộc thập tự chinh thứ nhất, Peter Ẩn sỹ đã lãnh đạo một nhóm quân thập tự bắt bớ hàng loạt người Do Thái ở Regensburg và thảm sát tất cả những người chống lại. Từ năm 1135 đến 1146, Cầu Đá bắc qua sông Danube được xây dựng tại Regensburg. Cây cầu này đã mở ra các tuyến thương mại quốc tế lớn giữa Bắc Âu và Venezia, bắt đầu thời kỳ hoàng kim của Regensburg như một nơi cư trú của các gia đình buôn bán giàu có. Regensburg trở thành trung tâm văn hóa của miền nam nước Đức và được tôn vinh bởi các tác phẩm bằng vàng và vải.

### Trung Cổ
Năm 1245, Regensburg trở thành Thành phố quyền Tự do và là một trung tâm thương mại trước khi các tuyến thương mại chuyển dịch vào cuối thời Trung Cổ. Năm 1486, Regensburg trở thành một phần của Công quốc Bayern, nhưng nền độc lập của nó đã bị Hoàng đế La Mã Thần thánh thu hồi mười năm sau đó. Trong thành phố đã diễn ra Hội nghị quốc tế Regensburg năm 1541, được thông qua Cải cách Kháng nghị năm 1542 và hội đồng của nó vẫn hoàn toàn thuộc về những người theo Giáo hội Luther. Từ năm 1663 đến 1806, thành phố này là trụ sở thường trực của Hội nghị quốc tế hoàng gia của Đế quốc La Mã thần thánh được biết đến với tên gọi Hội nghị quốc tế thường xuyên Regensburg. Do vậy, Regensburg là một trong những thị trấn trung tâm của đế quốc, thu hút du khách với số lượng lớn.
Một bộ phận thiểu số dân chúng vẫn theo Công giáo La Mã và họ bị từ chối quyền công dân. Mặc dù đã thông qua Cải cách, thị trấn vẫn là trụ sở của một giáo phận Công giáo La Mã cùng một số tu viện. Ba trong số đó là Tu viện Thánh Emmeram, Niedermünster, và Obermünster là những bất động sản quyền tự do của Đế quốc La Mã thần thánh, có nghĩa là họ được cấp một ghế ngồi và quyền bỏ phiếu tại Hội nghị quốc tế Đế quốc. Vì vậy, có một tình huống là Regensburg tồn tại năm "chính quyền" độc lập (về phương diện Đế quốc La Mã Thần thánh): Bản thân nó là thành phố Kháng nghị, giáo phận Công giáo La Mã và ba tu viện. Ngoài ra, nó được coi là thủ đô truyền thống của vùng Bayern (không phải một nhà nước), đóng vai trò là thủ đô chức năng của Đế quốc (thứ hai sau Viên) do sự hiện diện của Hội nghị quốc tế thường xuyên Regensburg và đó là nơi ở của trưởng sĩ quan quân nhu của đế quốc về hội nghị quốc tế, người có điều kiện đặc biệt là một hoàng tử (trong nhiều năm là hoàng tử của gia tộc Thurn và Taxis và vẫn có nơi ở hoàng gia trong thị trấn).

### Lịch sử hiện đại
Năm 1803, nó mất đi vị thế là một thành phố quyền tự do sau khi sáp nhập vào Công quốc Regensburg. Nó được trao lại cho Karl Theodor Anton Maria von Dalberg lúc đó là Tổng giáo phận Mainz của Đế quốc La Mã Thần thánh để bồi thường lãnh thổ cho Mainz nằm ở bờ trái sông Rhine đã bị Pháp sáp nhập theo các điều khoản của Hiệp ước Lunéville năm 1801. Trụ sở tổng giáo phận Mainz chính thức được chuyển đến Regensburg. Dalberg hợp nhất tòa giám mục, tu viện và chính thị trấn tạo nên Công quốc Regensburg. Dalberg hiện đại hóa cuộc sống công cộng nghiêm ngặt. Quan trọng nhất, ông đã trao quyền bình đẳng cho người Tin lành và Công giáo La Mã. Năm 1810, Dalberg nhượng lại Regensburg cho Vương quốc Bayern, bản thân ông được đền bù bằng Fulda và Hanau đem lại danh tước "Đại công quốc Frankfurt".
Trong khoảng thời gian từ ngày 19 tháng 4 đến ngày 23 tháng 4 năm 1809, Regensburg là nơi diễn ra Trận Ratisbon giữa một bên là quân đội của Đệ Nhất Đế chế Pháp dưới sự chỉ huy của Napoléon Bonaparte và tướng Henri Gatien Bertrand, một bên là lực lượng Áo đang rút lui. Thành phố cuối cùng đã bị tàn phá, sau khi hết nguồn cung cấp lương thực và đạn dược. Thành phố bị thiệt hại nghiêm trọng trong cuộc chiến, với khoảng 150 ngôi nhà bị cháy và những ngôi nhà khác bị cướp phá. Bài thơ "Incident at the French Camp" (tình tiết tại trại người Pháp) của Robert Browning mô tả trận chiến từ quan điểm của Pháp, nhưng chứa đầy lỗi lịch sử.
Giáo đường Do Thái Regensburg đã bị phá hủy vào ngày 09 tháng 11 năm 1938 sau Kristallnacht (Đêm thủy tinh).Regensburg là nơi đặt nhà máy chế tạo máy bay Messerschmitt Bf 109 và một nhà máy lọc dầu đã bị quân Đồng Minh ném bom vào ngày 17 tháng 8 năm 1943 trong nhiệm vụ Schweinfurt–Regensburg và vào ngày 5 tháng 2 năm 1945 trong Chiến dịch Dầu mỏ. Mặc dù cả hai mục tiêu đều bị hư hại nặng, bản thân Regensburg chịu ít thiệt hại từ chiến lược ném bom của quân Đồng Minh và trung tâm thành phố thời Trung Cổ gần như còn nguyên vẹn, đã được UNESCO công nhận là Di sản thế giới. Mất mát văn hóa quan trọng nhất của thành phố là tu viện Obermünster của La Mã đã bị phá hủy trong một cuộc không kích diễn ra vào tháng 3 năm 1945 và không được xây dựng lại (chỉ còn lại một tháp chuông). Ngoài ra, sự phục hồi kinh tế chậm chạp của Regensburg sau chiến tranh đảm bảo rằng các tòa nhà lịch sử không bị phá hủy và thay thế bằng những công trình mới. Khi quá trình phục hồi có sự tăng vọt vào cuối những năm 1960, tư duy đã chuyển sang ủng hộ việc bảo tồn di sản của thành phố.
Trong khoảng thời gian từ năm 1945 đến 1949, Regensburg là nơi có trại tị nạn lớn nhất ở Đức. Vào thời kỳ đỉnh cao năm 1946–1947, Ganghofersiedlung chứa gần 5.000 người tị nạn Ukraina và 1.000 người tị nạn không phải Ukraina. Với sự chấp thuận của Chính phủ Quân sự Hoa Kỳ trong giai đoạn Đồng Minh chiếm đóng Đức, Regensburg và các trại tị nạn khác đã tổ chức dịch vụ bưu chính riêng của họ. Tại Regensburg, dịch vụ bưu chính ở các trại tị nạn bắt đầu hoạt động vào ngày 11 tháng 12 năm 1946.
Vào đầu những năm 1960, Regensburg đã đầu tư rất nhiều vào cơ sở hạ tầng kỹ thuật và xã hội để thu hút ngành công nghiệp. Siemens là công ty đa quốc gia đầu tiên đến Regensburg, một cột mốc quan trọng trong sự phát triển của thành phố sau Chiến tranh thế giới lần thứ hai. Năm 1965, Đại học Regensburg được thành lập, và sau đó là Đại học Khoa học Ứng dụng Regensburg được thành lập năm 1971. Công ty đa quốc gia thứ hai là BMW đến vào năm 1986 để xây dựng một nhà máy sản xuất lớn. Từ những năm 1990, một số công ty công nghệ nổi tiếng đã được đặt tại Regensburg như Infineon và OSRAM góp phần vào sự giàu có hiện tại của thành phố.
Năm 1997, Regensburg đã được trao giải thưởng châu Âu vì những thành tựu nổi bật trong quá trình hội nhập châu Âu. Ủy ban Di sản thế giới đã công nhận Phố cổ Regensburg là Di sản thế giới vào tháng 7 năm 2006. Đây là thành phố thời Trung Cổ có khu phố cổ lớn nhất phía bắc dãy núi Anpơ, được mệnh danh là "thành phố cực bắc của Ý". Gần với Cầu Đá, thành phố Regensburg đã thành lập Trung tâm Di sản thế giới tại khu vực lịch sử Salzstadl vào năm 2007, nơi cung cấp thông tin chi tiết về lịch sử 2000 năm của Regensburg.

## Địa lý

### Địa chất
Regensburg nằm ở phần cực bắc của sông Danube tại ngã tư địa chất của bốn cảnh quan riêng biệt. Ở phía bắc là rừng Bayern với những ngọn núi đá granit và gơnai là nơi có những khu rừng rộng lớn và vườn quốc gia. Phía đông và đông nam là đồng bằng sông Danube màu mỡ là một vùng đồng bằng hoàng thổ. Phía nam bị chi phối bởi Các đồi Đệ Tam, là một phần nối tiếp của Cao nguyên Bayern. Phía tây nam là cao nguyên Frankenalb.

### Khí hậu
Thành phố này nằm giữa vùng khí hậu lục địa ẩm và đại dương theo phân loại khí hậu Köppen. Trong khi nhiệt độ trung bình là 8,5 °C (47,3 °F) trong thời kỳ 1971-2000 là cao hơn một chút so với mức nhiệt độ trung bình của Đức (7,8 °C hay 46,0 °F), chỉ có 5 trong tổng số 80 thành phố có dân số trên 100.000 người là thấp hơn mức nhiệt này. Lượng mưa trung bình mỗi năm là 636 milimét (25,0 inch), thấp hơn một chút so với lượng mưa trung bình của Đức là 700 milimét hay 28 inch. Trong giai đoạn gần đây từ 1981-2010, nhiệt độ và lượng mưa trung bình tăng lên tới 8,9 °C (48,0 °F) và 658 milimét (25,9 inch). Sự gia tăng này cũng có thể được thấy ở các thành phố khác và Regensburg vẫn đứng ở vị trí thứ 5 (cùng với Ingolstadt và Kiel) trong danh sách những thành phố lạnh nhất của Đức. Với tổng số 1670 giờ nắng mỗi năm, Regensburg cao hơn mức trung bình của Đức khoảng 120 giờ.
| Dữ liệu khí hậu của Regensburg          | Dữ liệu khí hậu của Regensburg | Dữ liệu khí hậu của Regensburg | Dữ liệu khí hậu của Regensburg | Dữ liệu khí hậu của Regensburg | Dữ liệu khí hậu của Regensburg | Dữ liệu khí hậu của Regensburg | Dữ liệu khí hậu của Regensburg | Dữ liệu khí hậu của Regensburg | Dữ liệu khí hậu của Regensburg | Dữ liệu khí hậu của Regensburg | Dữ liệu khí hậu của Regensburg | Dữ liệu khí hậu của Regensburg | Dữ liệu khí hậu của Regensburg |
| Tháng                                   | 1                              | 2                              | 3                              | 4                              | 5                              | 6                              | 7                              | 8                              | 9                              | 10                             | 11                             | 12                             | Năm                            |
| --------------------------------------- | ------------------------------ | ------------------------------ | ------------------------------ | ------------------------------ | ------------------------------ | ------------------------------ | ------------------------------ | ------------------------------ | ------------------------------ | ------------------------------ | ------------------------------ | ------------------------------ | ------------------------------ |
| Trung bình ngày tối đa °C (°F)          | 2.6 (36.7)                     | 4.1 (39.4)                     | 10.5 (50.9)                    | 17.3 (63.1)                    | 20.6 (69.1)                    | 24.2 (75.6)                    | 26.3 (79.3)                    | 24.5 (76.1)                    | 20.6 (69.1)                    | 14.4 (57.9)                    | 7.2 (45.0)                     | 2.9 (37.2)                     | 14.6 (58.3)                    |
| Tối thiểu trung bình ngày °C (°F)       | −2.6 (27.3)                    | −2.8 (27.0)                    | 0.1 (32.2)                     | 4.4 (39.9)                     | 8.1 (46.6)                     | 11.8 (53.2)                    | 13.6 (56.5)                    | 12.5 (54.5)                    | 9.3 (48.7)                     | 5.1 (41.2)                     | 1.8 (35.2)                     | −1.7 (28.9)                    | 5.0 (41.0)                     |
| Lượng Giáng thủy trung bình mm (inches) | 51 (2.0)                       | 34 (1.3)                       | 37 (1.5)                       | 41 (1.6)                       | 76 (3.0)                       | 77 (3.0)                       | 81 (3.2)                       | 79 (3.1)                       | 43 (1.7)                       | 38 (1.5)                       | 45 (1.8)                       | 56 (2.2)                       | 658 (25.9)                     |
| Độ ẩm tương đối trung bình (%)          | 88                             | 84                             | 78                             | 72                             | 71                             | 71                             | 70                             | 74                             | 79                             | 84                             | 88                             | 89                             | 79                             |
| Số giờ nắng trung bình tháng            | 44                             | 73                             | 140                            | 194                            | 211                            | 226                            | 240                            | 194                            | 158                            | 105                            | 45                             | 37                             | 1.667                          |
| Nguồn 1: Tổ chức Khí tượng Thế giới     |                                |                                |                                |                                |                                |                                |                                |                                |                                |                                |                                |                                |                                |
| Nguồn 2: Cục Khí tượng Đức              |                                |                                |                                |                                |                                |                                |                                |                                |                                |                                |                                |                                |                                |

## Điểm tham quan chính
Regensburg là nơi có thị trấn Trung Cổ lớn nhất ở phía bắc của dãy Anpơ với gần 1.500 tòa nhà lịch sử, trong một cảnh quan thành phố đẹp như tranh vẽ. Các điểm tham quan nổi tiếng nhất của nó nằm chủ yếu ở Phố cổ.
- Nhà thờ chính tòa Regensburg: Là một ví dụ về kiến trúc Gothic Đức và là tác phẩm Gothic chính của Bayern. Nó được thành lập vào năm 1275 và hoàn thành vào năm 1634, ngoại trừ các tòa tháp được hoàn thành vào năm 1869. Bên trong có nhiều di tích thú vị, bao gồm một trong những kiệt tác của Peter Vischer, bia đá Margareta Tucherin. Liền với nhà thờ là hai nhà nguyện, một trong hai là nhà thờ cũ có niên đại từ trước thế kỷ 8.
- Cầu Đá Regensburg: Được xây dựng từ năm 1135-1146, là một điểm nhấn về một cây cầu thời Trung Cổ. Các hiệp sĩ của các cuộc thập tự chinh thứ hai và ba đã sử dụng nó để băng qua sông Danube trên đường đến Thánh địa.
- Những bức tường còn sót lại của pháo đài La Mã bao gồm cả Porta Praetoria
- Nhà thờ Thánh James: Là một nhà thờ La Mã thế kỷ 12, tên của nó có nguồn gốc từ một tu viện dòng Biển Đức ở Ireland. Các ô cửa chính được phủ bằng những hình chạm khắc kỳ cục rất khác thường. Nó nằm cạnh Jakobstor, một cổng thành phố thời Trung Cổ.
- Tòa thị chính cũ: Có niên đại từ thế kỷ 14, chứa các phòng của Hội nghị quốc tế Đế quốc từ năm 1663 đến 1806.
- Tu viện Thánh Emmeram: Là một lâu đài khổng lồ thuộc sở hữu của gia tộc hoàng gia Thurn và Taxis.
- Lâu đài Höfling (Schloss Höfling): Một lâu đài khác thuộc sở hữu của gia đình Thurn và Taxis.
- Công viên thành phố: Là công viên lâu đời nhất và lớn nhất ở Regensburg với rất nhiều tác phẩm nghệ thuật.
- Vườn thực vật của Đại học Regensburg: Là một vườn thực vật hiện đại nằm trong khuôn viên Đại học Regensburg.

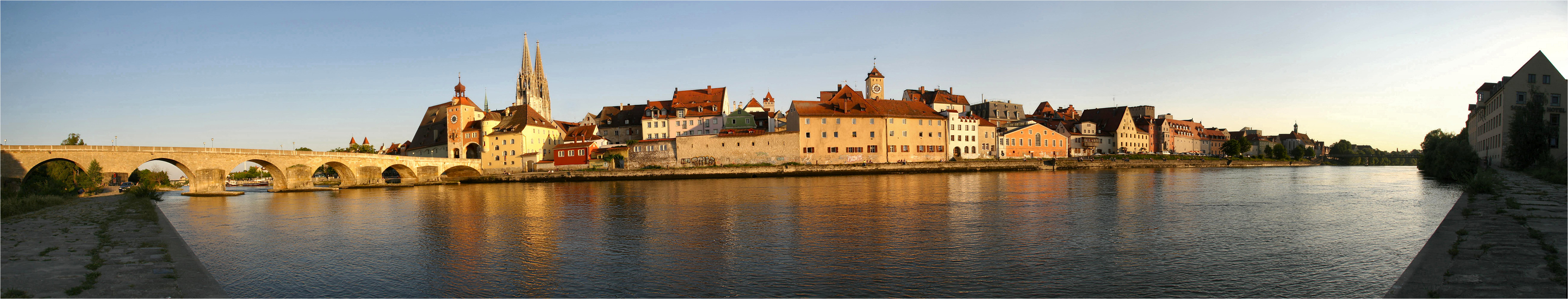
Cầu Đá, nhà thờ Thánh Peter và Phố cổ Regensburg.